# Tárnokréti, Győr-Moson-Sopron
Tárnokréti  este un sat în districtul Csorna, județul Győr-Moson-Sopron, Ungaria, având o populație de 198 de locuitori (2011). 

## Demografie
Componența etnică a satului Tárnokréti
     Maghiari (96,17%)
     Germani (2,19%)
     Romi (1,64%)
Componența confesională a satului Tárnokréti
     Luterani (56,57%)
     Romano-catolici (16,16%)
     Fără religie (8,59%)
     Necunoscută (18,69%)
Conform recensământului din 2011, satul Tárnokréti avea 198 de locuitori. Din punct de vedere etnic, majoritatea locuitorilor (96,17%) erau maghiari, existând și minorități de germani (2,19%) și romi (1,64%).  Din punct de vedere confesional, majoritatea locuitorilor (56,57%) erau luterani, existând și minorități de romano-catolici (16,16%) și persoane fără religie (8,59%). Pentru 18,69% din locuitori nu este cunoscută apartenența confesională.